# WWE Extreme Rules
WWE Extreme Rules ist eine der Großveranstaltungen des Wrestling-Marktführers WWE.
Zusammen mit der Wrestlemania, dem Royal Rumble und dem SummerSlam ist Extreme Rules eine Veranstaltung, bei der Wrestler beider WWE-Roster (Raw und SmackDown) gegeneinander antreten.

## Geschichte
Der Name der Veranstaltung basiert auf den Bedingungen, unter denen die ehemalige Wrestlingpromotion ECW ihre Matches austrug und zeigt überwiegend Hardcorematches wie Falls Count Anywhere, First-Blood oder Last Man Standing. Der ehemalige PPV One Night Stand, der zwischen 2005 und 2008 viermal stattfand, ging schließlich im Jahr 2009 im neuen Event Extreme Rules auf. Zwischen 2010 und 2016 fand der PPV jährlich Ende April oder Anfang Mai statt und nahm so den Platz von WWE Backlash als erste Großveranstaltung nach der Wrestlemania ein. Nach einer Austragung im Juni 2017, bei der nur Raw-Athleten teilnahmen, bekam das Event ab dem Jahr 2018 wieder einen festen Platz und findet seitdem stets im Juli statt.

## Liste der Veranstaltungen
| #  | Veranstaltung        | Datum              | Ort                         | Arena                  | Matches |
| -- | -------------------- | ------------------ | --------------------------- | ---------------------- | --- |
| 01 | Extreme Rules (2009) | 7. Juni 2009       | New Orleans, Louisiana      | New Orleans Arena      | (1) Mickie James & Kelly Kelly besiegten Beth Phoenix & Rosa Mendes in einem Tag Team Match (2) United States Champion Kofi Kingston besiegte MVP, William Regal und Matt Hardy in einem Fatal Four Way Match um den Titel (3) Chris Jericho besiegte Intercontinental Champion Rey Mysterio in einem No Holds Barred Match um den Titel (4) CM Punk besiegte Umaga in einem Samoan Strap Match (5) Tommy Dreamer besiegte Christian und ECW Champion Jack Swagger in einem Triple Threat Match um den Titel (6) Santino aka „Santina“ Marella besiegte Chavo und Miss Wrestlemania Vicki Guerrero in einem Handicap Hog Pen Match um den Titel (7) Batista besiegte WWE Champion Randy Orton in einem Steel Cage Match um den Titel (8) John Cena besiegte Big Show per Aufgabe in einem Submission Match (9) Jeff Hardy besiegte World Champion Edge in einem Ladder Match um den Titel (10) CM Punk besiegte den neuen Champion Jeff Hardy in seinem Money In The Bank Cash-In Match |
| 02 | Extreme Rules (2010) | 25. April 2010     | Baltimore, Maryland         | Royal Farms Arena      | (1) Kofi Kingston besiegte Dolph Ziggler (2) The Hart Dynasty (Tyson Kidd und David Hart Smith) besiegten ShoMiz (Big Show und The Miz), Team Pacman (R-Truth und John Morrison) sowie MVP & Mark Henry in einem Gauntlet Tag Team Match (3) CM Punk besiegte Rey Mysterio in einem Hair Match; bei einer Niederlage hätte sich Punk die Haare schneiden lassen müssen (4) JTG besiegte Shad Gaspard in einem Strap Match (5) World Heavyweight Champion Jack Swagger besiegte Randy Orton in einem Extreme Rules Match um den Titel (6) Sheamus besiegte Triple H in einem Street Fight (7) Beth Phoenix besiegte Women's Championess Michelle McCool in einem Extreme Makeover Match um den Titel (8) Edge besiegte Chris Jericho in einem Steel Cage Match (9) WWE Champion John Cena besiegte Edge in einem Last Man Standing Match um den Titel |
| 03 | Extreme Rules (2011) | 1. Mai 2011        | Tampa, Florida              | St. Pete Times Forum   | (1) Sin Cara besiegte Tyson Kidd (2) Randy Orton besiegte CM Punk in einem Last Man Standing Match (3) Kofi Kingston besiegte United States Champion Sheamus in einem Table Match um den Titel (4) Jack Swagger & Michael Cole besiegten Jerry Lawler & Jim Ross in einem Country Whipping Tag Team Match (5) Rey Mysterio besiegte Cody Rhodes in einem Falls Count Anywhere Match (6) Layla besiegte Michelle McCool in einem No Disqualification, No Countout, Loser Leaves Match; McCool musste als Verliererin die WWE verlassen (7) Christian besiegte Alberto Del Rio in einem Ladder Match um die vakante World Heavyweight Championship (8) Die Tag Team Champions Big Show & Kane besiegten The Corre (Ezekiel Jackson und Wade Barrett) in einem Lumberjack Match um die Titel (9) John Cena besiegte The Miz und WWE Champion John Morrison in einem Triple Threat Steel Cage Match um den Titel |
| 04 | Extreme Rules (2012) | 29. April 2012     | Rosemont, Illinois          | Allstate Arena         | (1) United States Champion Santino Marella besiegte The Miz in einem Match um den Titel (2) Randy Orton besiegte Kane in einem Falls Count Anywhere Match (3) Brodus Clay besiegte Dolph Ziggler (4) Cody Rhodes besiegte Intercontinental Champion Big Show in einem Table Match um den Titel (5) World Heavyweight Champion Sheamus besiegte Daniel Bryan in einem 2-Out-Of-3 Falls Match um den Titel mit 2:1 (6) Ryback besiegte Aaron Relic und Jay Hatton in einem Handicap Match (7) WWE Champion CM Punk besiegte Chris Jericho in einem Chicago Street Fight um den Titel (8) Divas Championess Layla besiegte Nikki Bella in einem Titelmatch (9) John Cena besiegte Brock Lesnar in einem Extreme Rules Match |
| 05 | Extreme Rules (2013) | 19. Mai 2013       | St. Louis, Missouri         | Scottrade Center       | (1) The Miz besiegte Cody Rhodes per Aufgabe (2) Chris Jericho besiegte Fandango (3) Dean Ambrose besiegte United States Champion Kofi Kingston in einem Titelmatch (4) Sheamus besiegte Mark Henry in einem Strap Match (5) Alberto Del Rio besiegte Jack Swagger in einem I Quit Match; Del Rio wurde zum Herausforderer um die World Heavyweight Championship (6) The Shield (Seth Rollins und Roman Reigns) besiegten die Tag Team Champions Team Hell No (Kane und Daniel Bryan) in einem Tornado Tag Team Match um die Titel (7) Randy Orton besiegte Big Show in einem Extreme Rules Match (8) WWE Champion John Cena bestritt gegen Ryback ein Last Man Standing Match um den Titel; das Match wurde ohne Sieger beendet (9) Brock Lesnar besiegte Triple H in einem Steel Cage Match |
| 06 | Extreme Rules (2014) | 4. Mai 2014        | East Rutherford, New Jersey | Izod Center            | (1) El Torito besiegte Hornswoggle in einem Tables Ladders and Chairs Match (2) Cesaro besiegte Rob Van Dam und Jack Swagger in einem Triple Threat Elimination Match (3) Rusev besiegte Team Pacman (R-Truth und Xavier Woods) in einem Handicap Match (4) Bad News Barrett besiegte Intercontinental Champion Big E in einem Titelmatch (5) The Shield (Seth Rollins, Dean Ambrose und Roman Reigns) besiegten Evolution (Batista, Randy Orton und Triple H) in einem Six Man Tag Team Match (6) Bray Wyatt besiegte John Cena in einem Steel Cage Match durch erfolgreiche Flucht aus dem Käfig (7) Divas Championess Paige besiegte Tamina Snuka per Aufgabe in einem Titelmatch (8) World Heavyweight Champion Daniel Bryan besiegte Kane in einem Extreme Rules Match um den Titel |
| 07 | Extreme Rules (2015) | 26. April 2015     | Rosemont, Illinois          | Allstate Arena         | (1) Neville besiegte Bad News Barrett (2) Dean Ambrose besiegte Luke Harper in einem Chicago Street Fight; das zwischenzeitlich unterbrochene Match wurde im Anschluss an Match #4 beendet (3) Dolph Ziggler besiegte Sheamus in einem Kiss My Arse Match; Sheamus hätte als Verlierer Zigglers Hintern küssen, schlug diesen jedoch nieder und rieb seinen Hintern am Kopf des bewusstlosen Gegners (4) The New Day (Big E und Kofi Kingston) besiegten die Tag Team Champions Cesaro und Tyson Kidd in einem Titelmatch (5) United States Champion John Cena besiegte Rusev in einem Russian Chain Match um den Titel (6) Divas Championess Nikki Bella besiegte Naomi in einem Titelmatch (7) Roman Reigns besiegte Big Show in einem Last Man Standing Match (8) World Heavyweight Champion Seth Rollins besiegte Randy Orton in einem Steel Cage Match um den Titel durch erfolgreiche Flucht aus dem Käfig; der RKO war nicht erlaubt und Kane bewachte die Käfigtür |
| 08 | Extreme Rules (2016) | 22. Mai 2016       | Newark, New Jersey          | Prudential Center      | (1) Baron Corbin besiegte Dolph Ziggler in einem No Disqualification Match (2) Luke Gallows und Karl Anderson besiegten The Usos (Jimmy und Jay Uso) in einem Tornado Tag Team Match (3) Rusev besiegte United States Champion Kalisto per Aufgabe in einem Titelmatch (4) Die Tag Team Champions The New Day (Big E und Xavier Woods) besiegten The Vaudevillains (Aiden English und Simon Gotch) in einem Titelmatch (5) Intercontinental Champion The Miz besiegte Cesaro, Kevin Owens und Sami Zayn in einem Fatal Four Way Match um den Titel (6) Dean Ambrose besiegte Chris Jericho in einem Asylum Match; in diesem Steel Cage Match lagen verschiedene Waffen auf dem Käfig bereit (7) Women's Championess Charlotte besiegte Natalya per Aufgabe in einem Submission Match; Charlottes Vater Ric Flair durfte sich dem Ring nicht nähern, andernfalls wäre seine Tochter disqualifiziert worden (8) World Heavyweight Champion Roman Reigns besiegte AJ Styles in einem Extreme Rules Match |
| 09 | Extreme Rules (2017) | 4. Juni 2017       | Baltimore, Maryland         | Royal Farms Arena      | (1) Kalisto besiegte Apollo Crews (2) The Miz besiegte Intercontinental Champion Dean Ambrose in einem Titelmatch (3) Rich Swann & Sasha Banks besiegten Alicia Fox und Noam Dar in einem Mixed Tag Team Match (4) RAW Women's Championesse Alexa Bliss besiegte Bayley in einem Kendo Stick-On-A-Pole Match um den Titel (5) Cesaro & Sheamus besiegten The Hardy Boyz (Matt und Jeff Hardy) in einem Steel Cage Match um den Titel durch erfolgreiche Flucht aus dem Käfig (6) Cruiserweight Champion Neville besiegte Austin Aries per Aufgabe in einem Submission Match um den Titel (7) Samoa Joe besiegte Bray Wyatt, Seth Rollins, Roman Reigns und Finn Bálor in einem Extreme Rules Match nach Beendigung des Matches durch den Ringrichter; Samoa Joe wurde zum Herausforderer um die Universal Championship |
| 10 | Extreme Rules (2018) | 15. Juli 2018      | New Orleans, Louisiana      | New Orleans Arena      | (1) Andrade „Cien“ Almas besiegte Sin Cara (2) Sanity (Alexander Wolfe, Eric Young und Killian Dain) besiegten The New Day (Big E, Kofi Kingston und Xavier Woods) in einem Tables Match (3) The B-Team (Bo Dallas und Curtis Axel) besiegten die RAW Tag Team Champions Bray Wyatt und Matt Hardy in einem Tag Team Match (4) Finn Bálor besiegte Baron Corbin (5) Smackdown Women's Championesse Carmella besiegte Asuka in einem Titelmatch (6) Shinsuke Nakamura besiegte United States Champion Jeff Hardy in einem Titelmatch (7) Kevin Owens besiegte Braun Strowman in einem Steel Cage Match durch erfolgreiche Flucht aus dem Käfig (8) Die Smackdown Tag Team Champions The Bludgeon Brothers (Luke Harper und Erick Rowan) besiegten Team Hell No (Daniel Bryan and Kane) in einem Titelmatch (9) Bobby Lashley besiegte Roman Reigns in einem Steel Cage Match durch erfolgreiche Flucht aus dem Käfig (10) RAW Women's Championess Alexa Bliss besiegte Nia Jax in einem Extreme Rules Match um den Titel (11) WWE Champion AJ Styles besiegte Rusev in einem Titelmatch (12) Intercontinental Champion Dolph Ziggler besiegte Seth Rollins in einem 30-Minute Iron Man Match mit 5:4 im Sudden Death |
| 11 | Extreme Rules (2019) | 14. Juli 2019      | Philadelphia, Pennsylvania  | Wells Fargo Center     | (1) Shinsuke Nakamura besiegte Intercontinental Champion Finn Bálor in einem Titelmatch (2) Cruiserweight Champion Drew Gulak besiegte Tony Nese in einem Titelmatch (3) The Undertaker & Roman Reigns besiegten Shane McMahon & Drew McIntyre in einem No Holds Barred Tag Team Match (4) Die RAW Tag Team Champions The Revival (Scott Dawson und Dash Wilder) besiegten The Usos (Jimmy und Jey Uso) in einem Titelmatch (5) Aleister Black besiegte Cesaro (6) Smackdown Women's Championess Bayley besiegte Nikki Cross & Alexa Bliss in einem Handicap Match um den Titel (7) Braun Strowman besiegte Bobby Lashley in einem Last Man Standing Match (8) The New Day (Big E und Xavier Woods) besiegten die Smackdown Tag Team Champions Daniel Bryan & Erick Rowan und Heavy Machinery (Otis und Tucker) in einem Triple Threat Tag Team Match um die Titel (9) AJ Styles besiegte United States Champion Ricochet in einem Titelmatch (10) Kevin Owens besiegte Dolph Ziggler (11) WWE Champion Kofi Kingston besiegte Samoa Joe in einem Titelmatch (12) Universal Champion Seth Rollins & RAW Women's Championess Becky Lynch besiegten Baron Corbin & Lacey Evans in einem Last Chance Winners Take All Extreme Rules Mixed Tag Team Match; die Niederlage eines Titelträgers hätte auch einen Titelverlust des Partners bedeutet (13) Brock Lesnar besiegte Universal Champion Seth Rollins in seinem Money In The Bank Cash-In Match |
| 12 | Extreme Rules (2020) | 19. Juli 2020      | Orlando, Florida            | WWE Performance Center | (1) Cesaro & Shinsuke Nakamura besiegten Die SmackDown Tag Team Champions The New Day Kofi Kingston und Big E um die Titel (2) SmackDown Women's Championesse Bayley besiegte Nikki Cross in einem Titelmatch (3) Seth Rollins besiegte Rey Mysterio in einem Eye for an Eye Match (4) Sasha Banks besiegte Raw Women's Championesse Asuka in einem Titelmatch (5) WWE Champion Drew McIntyre besiegte Dolph Ziggler in einem Titelmatch (6) Bray Wyatt besiegte Braun Strowman in einem Swamp Fight |
| 13 | Extreme Rules (2021) | 26. September 2021 | Columbus, Ohio              | Nationwide Arena       | (1) Liv Morgan besiegte Carmella (2) The New Day Big E, Kofi Kingston und Xavier Woods besiegten Bobby Lashley, AJ Styles und Omos (3) Die SmackDown Tag Team Champions The Usos Jimmy Uso und Jey Uso besiegten The Street Profits Angelo Dawkins und Montez Ford in einem Titelmatch (4) Die Raw Women's Championesse Charlotte Flair besiegte Alexa Bliss in einem Titelmatch (5) Der United States Champion Damian Priest besiegte Sheamus und Jeff Hardy in einem Titelmatch (6) Bianca Belair besiegte via DQ Die SmackDown Women's Championesse Becky Lynch in einem Titelmatch (7) Der Universal Champion Roman Reigns besiegte Finn Bálor in einem Titelmatch |
| 14 | Extreme Rules (2022) | 8. Oktober 2022    | Philadelphia, Pennsylvania  | Wells Fargo Center     | (1) Sheamus, Ridge Holland und Butch besiegten Gunther, Ludwig Kaiser und Giovanni Vinci (2) Ronda Rousey besiegte die SmackDown Women's Championesse Liv Morgan in einem Titelmatch (3) Karrion Kross besiegte Drew McIntyre in einem Strap-Match (4) Die Raw Women's Championesse Bianca Belair besiegte Bayley in einem Titelmatch (5) Finn Bálor besiegte Edge in einem I Quit-Match (6) Matt Riddle besiegte Seth Rollins in einem Fight-Pit-Match |